# Harles Bourdier
Harles Bourdier (Asunción, 14 agosto 1972) è un ex calciatore paraguaiano, di ruolo centrocampista.